# L'Homme du président (film)
Pour le téléfilm américain, voir L'Homme du président (téléfilm).
Pour plus de détails, voir Fiche technique et Distribution.
L'Homme du président (남산의 부장들, Namsanui bujangdeul) est un film sud-coréen réalisé par Woo Min-ho, sorti en 2020.

## Synopsis
Dans les années 1970, la Corée du Sud est sous le contrôle absolu du président Park qui a la main sur la KCIA, une organisation qui peut influer sur toutes les branches du gouvernement. Dans ce règne de la peur, l'ancien directeur de la KCIA, Park Yong-gak, exilé aux États-Unis, révèle les opérations du gouvernement.

## Fiche technique
- Titre : L'Homme du président
- Titre original : 남산의 부장들 (Namsanui bujangdeul)
- Réalisation et scénario : Woo Min-ho
- Production : Sarah Kang, Kim Won-guk, Ben Koh et Woo Min-ho
- Société de distribution : Showbox (Corée du Sud), Capelight Pictures (États-Unis)
- Pays :  Corée du Sud
- Genre : Historique et thriller
- Durée : 114 minutes
- Dates de sortie : 
  -  Corée du Sud : 22 janvier 2020
  -  États-Unis : 24 janvier 2020
- Déconseillé aux moins de 12 ans.

## Distribution
- Lee Byung-hun : Kim Kyu-pyeong (inspiré de Kim Jae-gyu)
- Lee Sung-min : le président Park (inspiré de Park Chung-hee)
- Kwak Do-won : Park Yong-gak (inspiré de Kim Hyong-uk)
- Lee Hee-joon : Kwak Sang-cheon (inspiré Cha Ji-chul, garde du corps du président Park)
- Kim So-jin : Deborah Shim
- Farid-Éric Bernard : l'homme de main français

## Distinctions
| Année | Award                       | Catégorie                     | Récipient                            | Résultats  | Réf.  |
| ----- | --------------------------- | ----------------------------- | ------------------------------------ | ---------- | ----- |
| 2020  | Chunsa Film Art Awards 2020 | meilleur réalisateur          | Woo Min-ho                           | En attente | [ 1 ] |
| 2020  | Chunsa Film Art Awards 2020 | Meilleur acteur               | Lee Byung-hun                        | En attente | [ 1 ] |
| 2020  | Chunsa Film Art Awards 2020 | Meilleur second rôle masculin | Lee Sung-min                         | En attente | [ 1 ] |
| 2020  | Chunsa Film Art Awards 2020 | Meilleur second rôle masculin | Lee Hee-joon                         | En attente | [ 1 ] |
| 2020  | Chunsa Film Art Awards 2020 | Meilleur second rôle féminin  | Kim So-jin                           | En attente | [ 1 ] |
| 2020  | Baeksang Arts Awards 2020   | Meilleur film                 | L'Homme du président                 | En attente | [ 2 ] |
| 2020  | Baeksang Arts Awards 2020   | Meilleur réalisateur          | Woo Min-ho                           | En attente | [ 2 ] |
| 2020  | Baeksang Arts Awards 2020   | Meilleur acteur               | Lee Byung-hun                        | En attente | [ 2 ] |
| 2020  | Baeksang Arts Awards 2020   | Meilleur scénario             | Woo Min-ho et Lee Ji-min             | En attente | [ 2 ] |
| 2020  | Baeksang Arts Awards 2020   | Prix technique                | Kim Seo-hee (maquillage et coiffure) | En attente | [ 2 ] |